# Stacie Orrico
Stacie Orrico, född 3 mars 1986 i Seattle i USA är en sångerska. 
Som yngre sjöng Stacie Orrico i kyrkokörer i Denver, staden hon växte upp i. Vid 12 års ålder vann hon kategorin för sång i Estes Park Christian Artist Seminar, genast efter detta kontaktades hon av skivbolag som erbjöd henne en karriär i musikbranschen. Vid 14 års ålder skrev hon på för skivbolaget Chordant och släppte sitt debutalbum Genuine år 2000. Albumet blev en framgång och sålde i över 500 000 exemplar. En tid efter att Genuine släpptes bytte hon skivbolag till Virgin Records under vilka hon släppte ett självbetitlat album år 2003, låten Stuck från det albumet blev en stor hit och spelades ofta på bland annat MTV, i och med det albumet fick hon även sitt stora genombrott i Europa. Hennes tredje skiva kom 2006.

## Diskografi
- Genuine (2000)
- Stacie Orrico (2003)
- Beautiful Awakening (2006)